# Massiccio del Mischabel

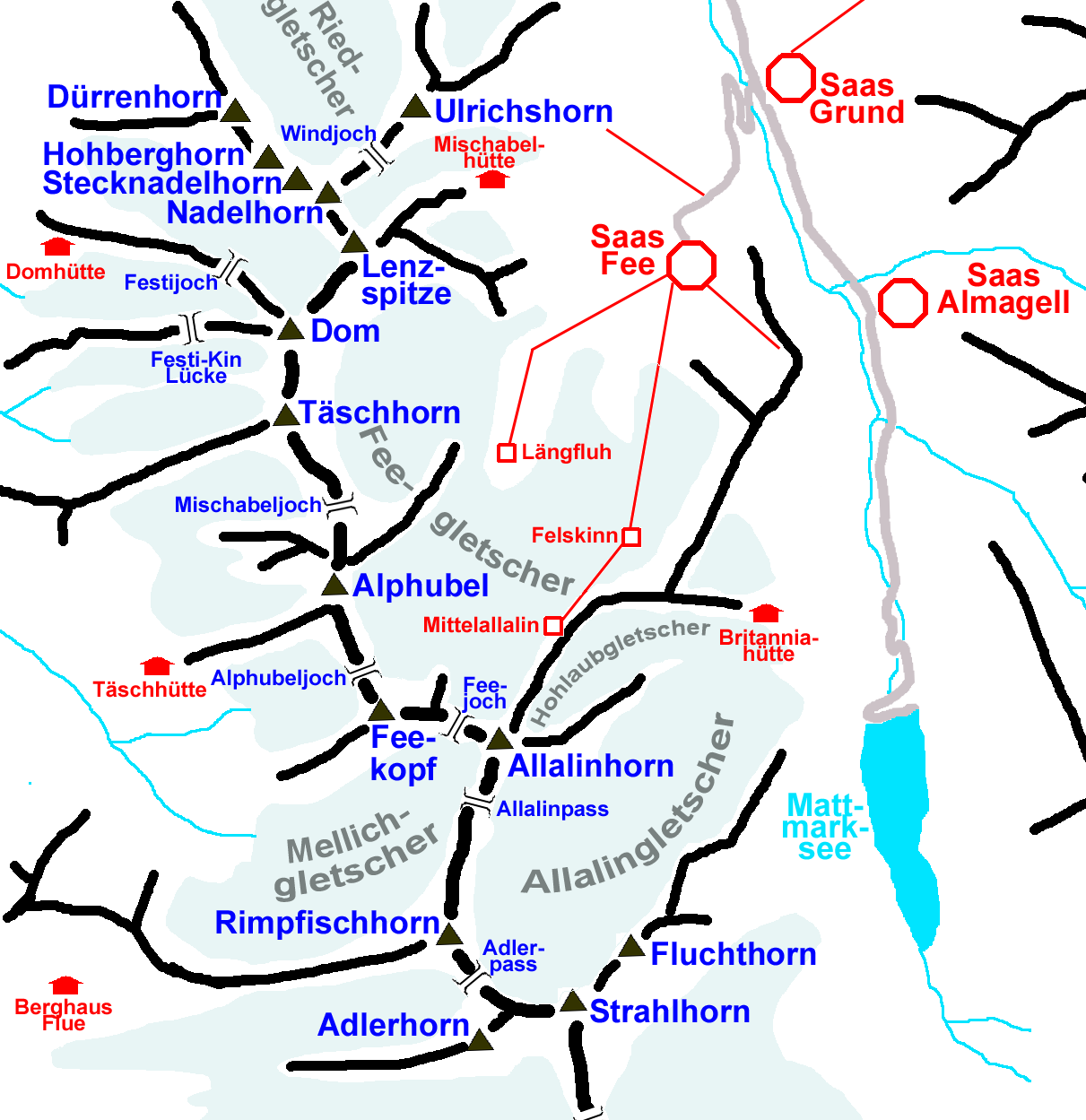
Mappa schematica del gruppo montuoso

Il massiccio del Mischabel è un massiccio montuoso delle Alpi svizzere, collocato in Svizzera, nel Canton Vallese, nella sezione Alpi Pennine, all'interno del Alpi del Mischabel e del Weissmies, tra i più importanti massicci montuosi alpini, il più alto a non trovarsi sulla catena principale alpina, contenendo ben 11 vette superiori ai 4.000 metri.
Si trova tra la Mattertal (valle di Zermatt) e la Saastal (valle di Saas-Fee), a nord-est del Cervino e a nord-ovest del Monte Rosa, staccandosi da quest'ultimo presso lo Schwarzberghorn ed il colle sottostante lo Schwarzberg-Weisstor, prolungandosi poi verso nord e lasciando ad occidente la Mattertal e a oriente la Saastal, terminando a nord quando le due valli si congiungono per formare la Vispertal.

## Toponimo

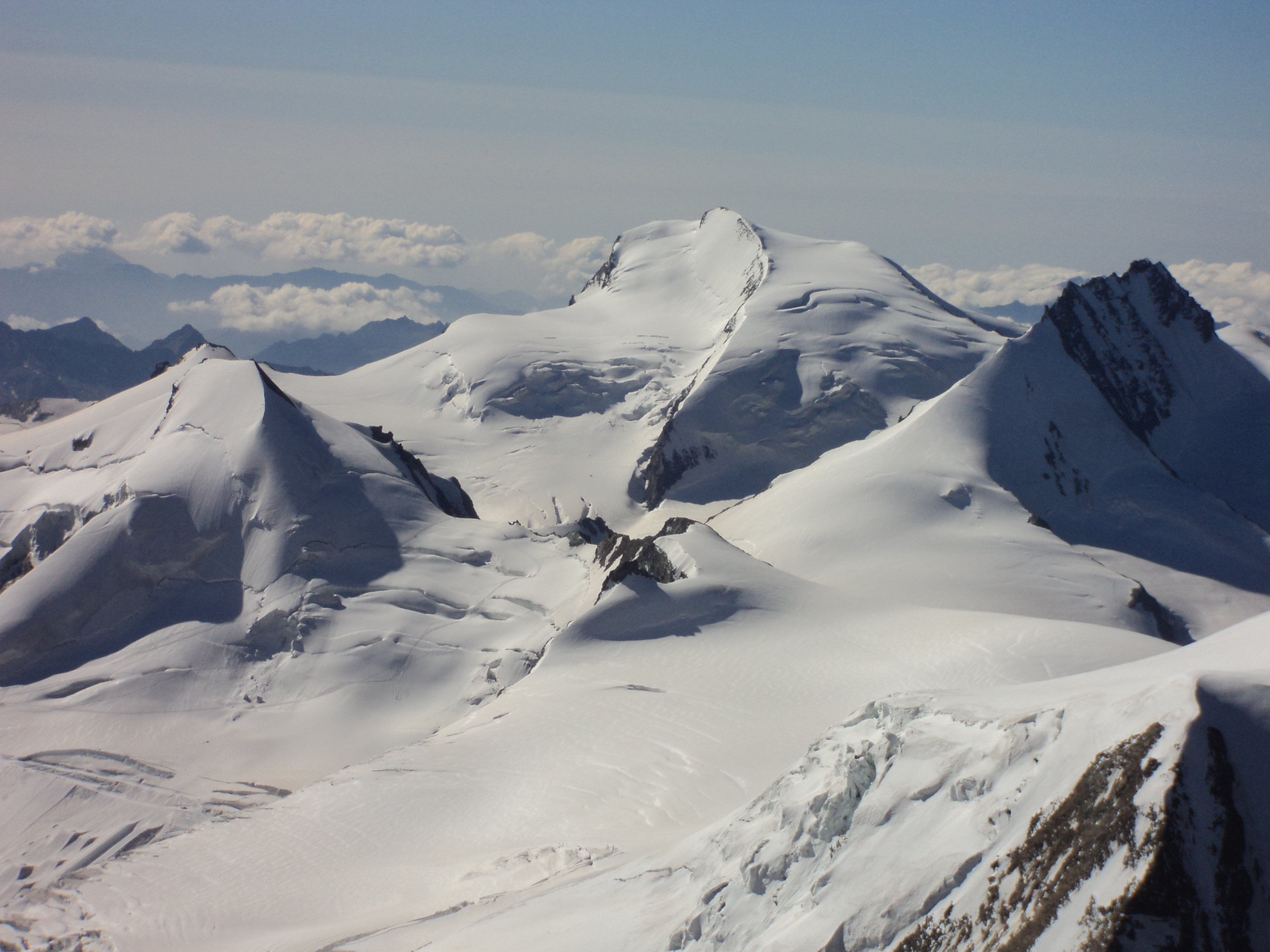
L'Allalinhorn (a sinistra), lo Strahlhorn (al centro) ed il Rimpfischhorn (a destra) visti dalla vetta del Dom.

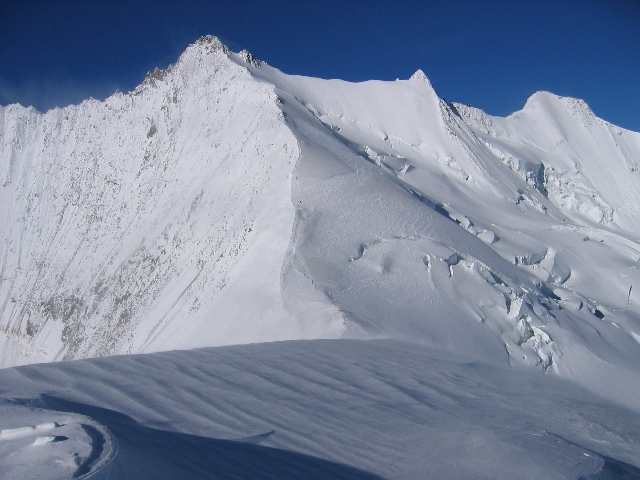
Nadelhorn

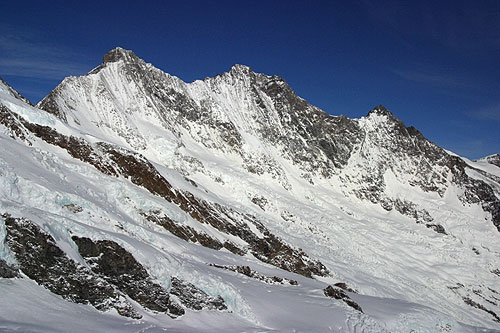
Lenzspitze

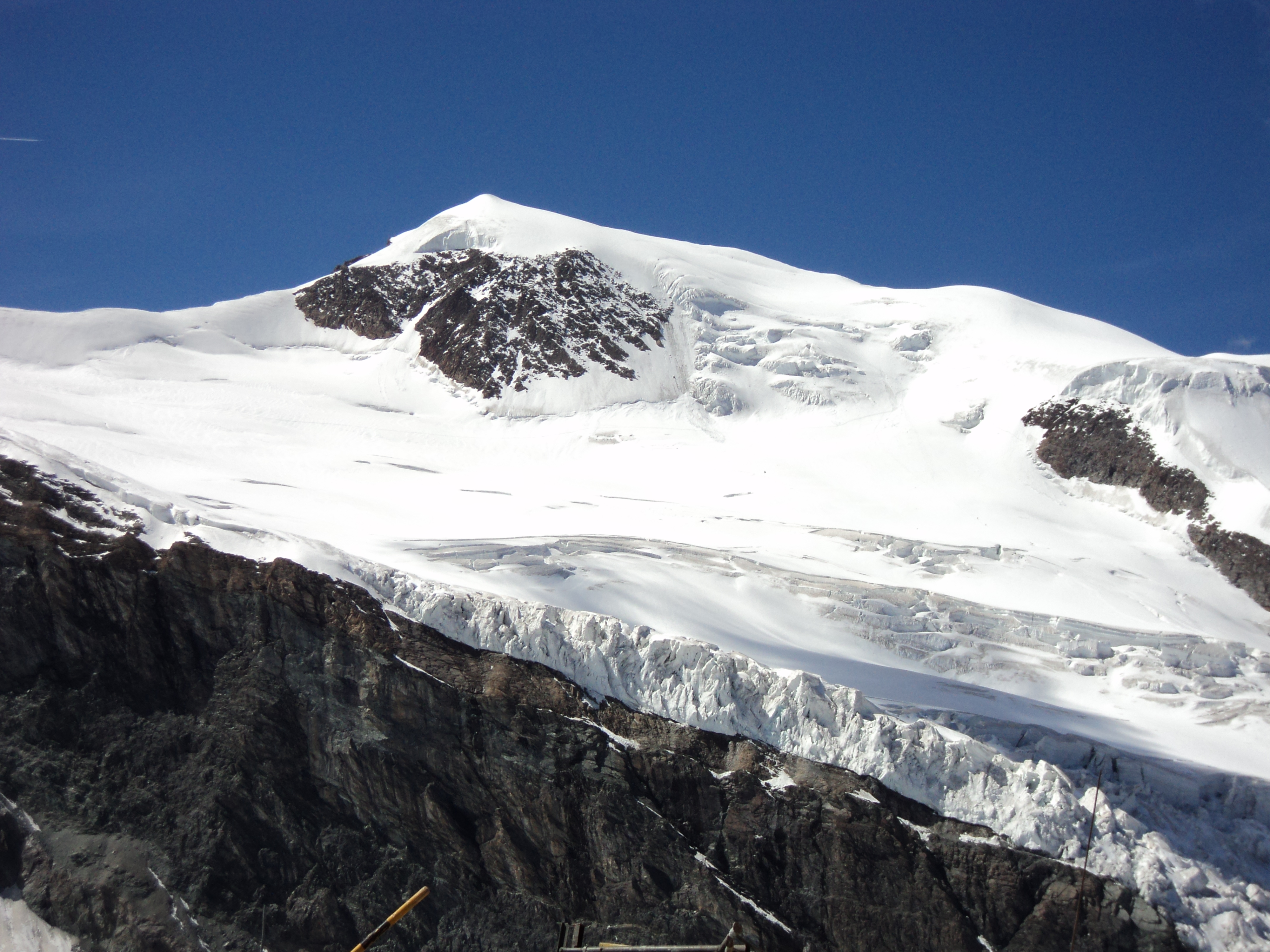
Alphubel

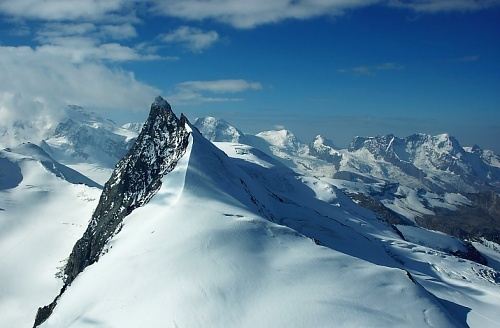
Rimpfischhorn

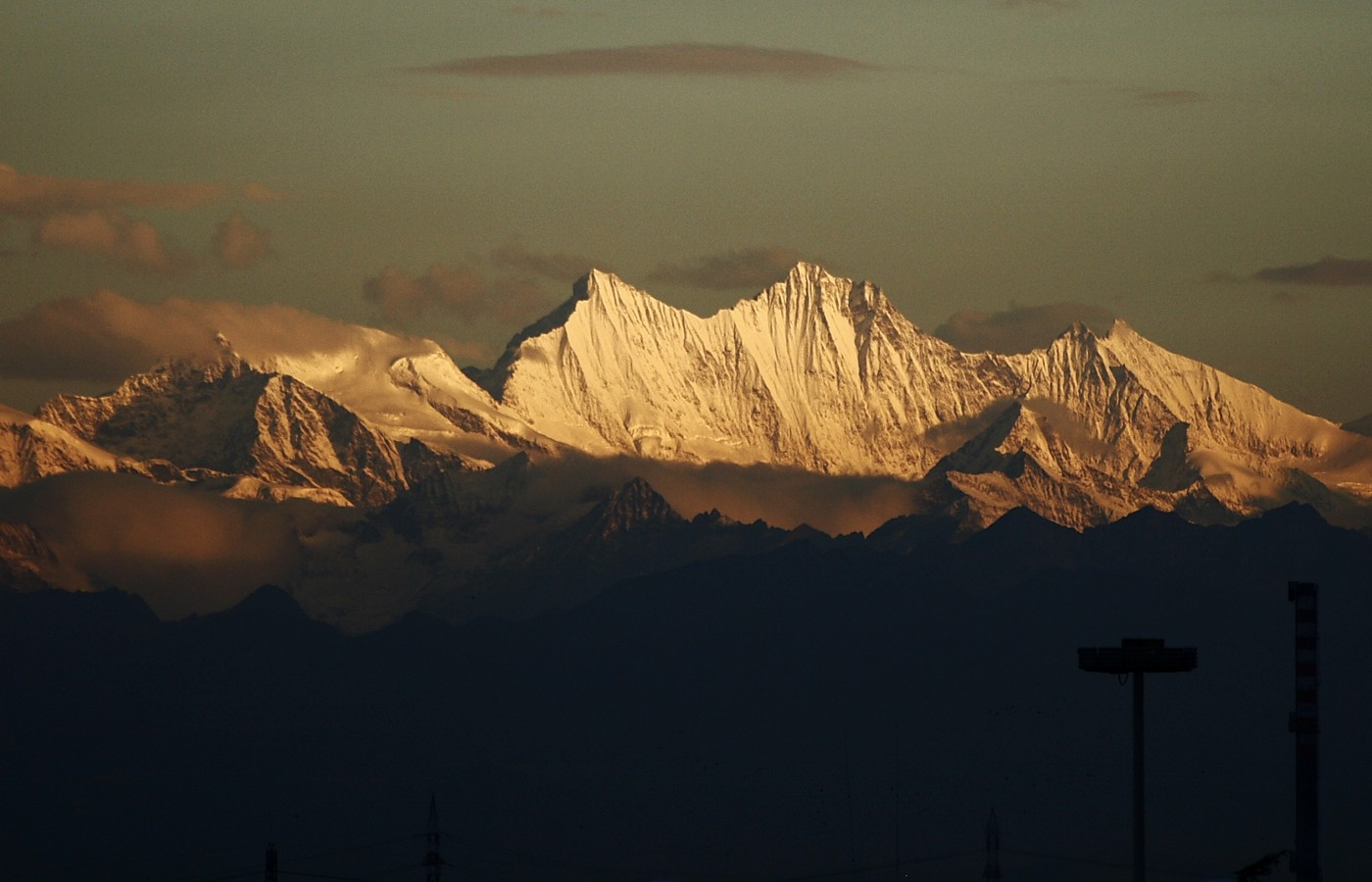
Il Massiccio del Mischabel così come lo si vede da Milano (con il binocolo).

Il toponimo Mischabel deriva da un antico termine dialettale tedesco che significa forcone.

## Definizione e classificazione
Il Mischabel può essere definito in modo più o meno ampio. La presente definizione, in accordo con la SOIUSA, segue l'accezione più ampia. Altre definizioni lo fanno corrispondere al gruppo della SOIUSA chiamato Catena dei Mischabel in senso stretto.
Secondo la SOIUSA il massiccio è quindi supergruppo  delle Alpi Pennine ed ha la seguente classificazione:
- Grande parte = Alpi Occidentali
- Grande settore = Alpi Nord-occidentali
- Sezione = Alpi Pennine
- Sottosezione = Alpi del Mischabel e del Weissmies
- supergruppo = Massiccio del Mischabel
- Codice = I/B-9.V-A.

## Suddivisione
Il massiccio, secondo la SOIUSA, si suddivide in tre gruppi e due sottogruppi:
- Massiccio dello Strahlhorn (A.1)
  - Gruppo Strahlhorn-Allalinhorn (A.1.a)
  - Gruppo dell'Oberrothorn (A.1.b)
- Catena dei Mischabel in senso stretto (A.2)
- Gruppo del Balfrin-Gabelhorn (A.3)

Il massiccio dello Strahlhorn si trova a sud del Mischabeljoch; la catena dei Mischabel in senso stretto si trova tra il Mischabeljoch ed il Reidpass ed, infine, il gruppo del Balfrin-Gabelhorn si trova a nord del Reidpass.

## Vette

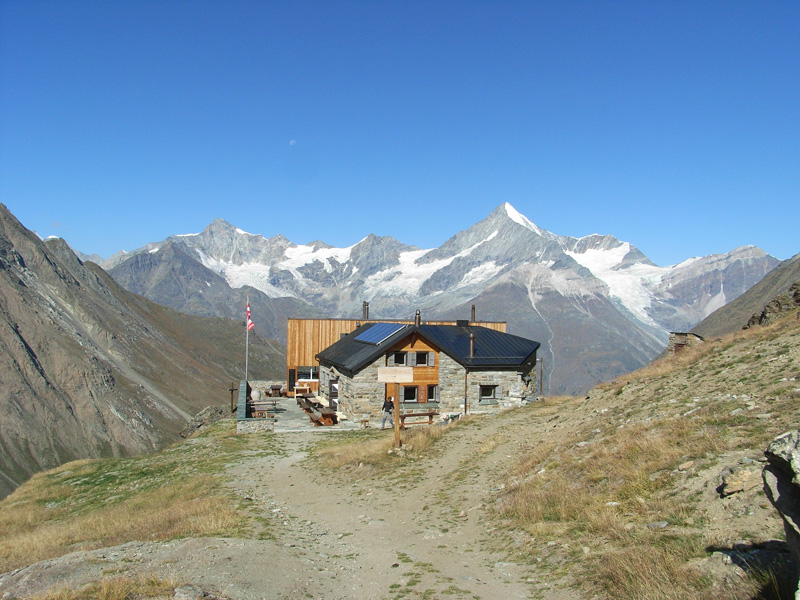
Täschhütte

Le vette principali del massiccio sono:
- Dom - 4.545 m
- Täschhorn - 4.491 m
- Nadelhorn - 4.327 m
- Lenzspitze - 4.294 m
- Stecknadelhorn - 4.241 m
- Hohberghorn - 4.219 m
- Alphubel - 4.206 m
- Rimpfischhorn - 4.199
- Strahlhorn - 4.190 m
- Dürrenhorn - 4.034 m
- Allalinhorn - 4.027 m
- Adlerhorn - 3.988 m
- Ulrichshorn - 3.925 m
- Feechopf - 3.888 m
- Balfrin - 3.796 m
- Fluchthorn - 3.795 m
- Hohgwächte - 3.740 m
- Gross Bigerhorn - 3.626 m
- Oberrothorn - 3.414 m
- Färichhorn - 3.292 m
- Lammenhorn - 3.190 m
- Mittaghorn - 3.143 m
- Gabelhorn - 3.136 m
- Seetalhorn - 3.037 m

I 5 4000 che partendo dal Lenzspitze e passando per il Nadelhorn, lo Stecknadelhorn e l'Hohberghorn arrivano al Dürrenhorn prendono il nome di Nadelgrat.

## Ghiacciai
Dalle vette del massiccio scendono diversi ghiacciai. I principali sono:
- Ghiacciaio dell'Allalin
- Ghiacciaio di Fee
- Ghiacciaio di Mellich
- Ghiacciaio di Ried

## Escursionismo
Per facilitare la salita alle vette e l'escursionismo di alta quota intorno al massiccio vi sono alcuni rifugi alpini:
- Europahütte - 2.220 m
- Kinhütte - 2.584 m
- Täschhütte - 2.701 m
- Längfluehütte - 2.869 m
- Bordierhütte - 2.886 m
- Domhütte - 2.940 m
- Britanniahütte - 3.030 m
- Mischabelhütte - 3.329 m
- Mischabeljochbiwak - 3.860 m